# 章海陵
章海陵（1946年—）是一位中国文学理论家。

## 生平
1946年生于上海，一九六六年支援新疆建设。文革后，考取上海华东师范大学中文系，就读俄苏文学硕士；八十年代末留学日本，就读于东京大学研究生院俄国文学专业；九十年代初到香港，任职《中华文摘》编辑；一九九六年六月加盟《亚洲周刊》，擔任編輯， 现任亞洲周刊策划编辑。 
章海陵長期研究俄國大文豪托爾斯泰， 曾師從中國的托爾斯泰專家草嬰先生， 并出版研究托爾斯泰的專著《文學巨人托爾斯泰》（上海教育出版社）。 